# J & W Dudgeon
Pour les articles homonymes, voir Dudgeon.

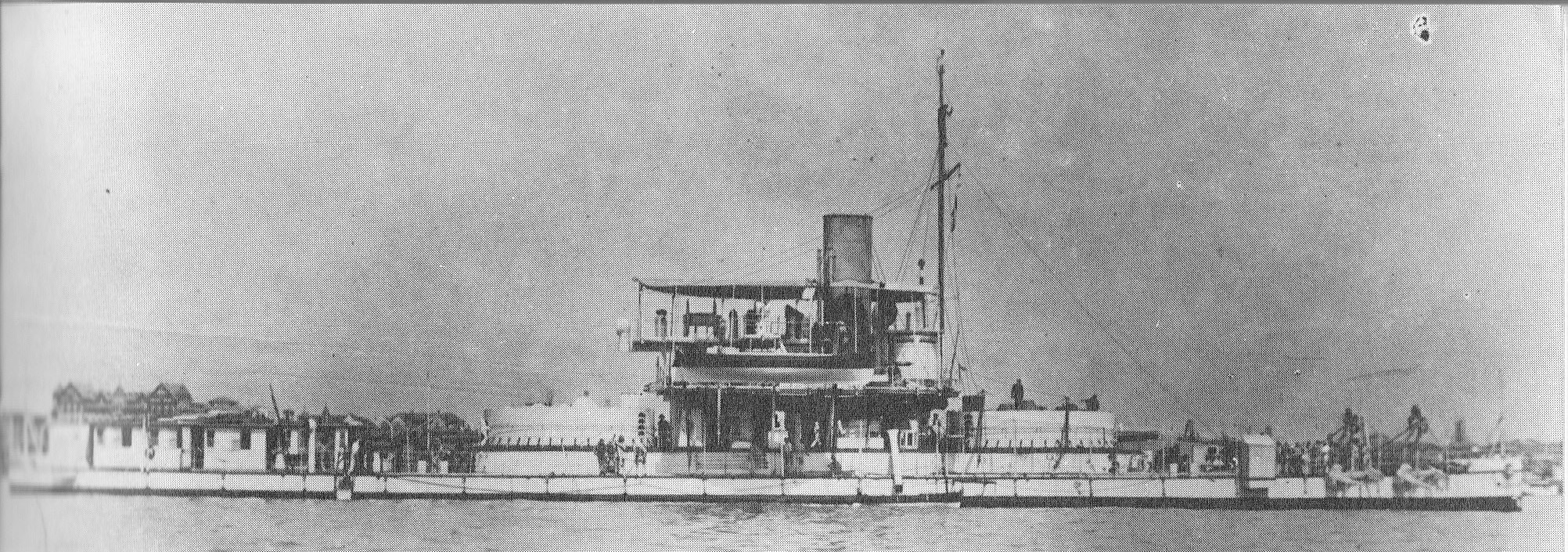
HMS Abyssinia

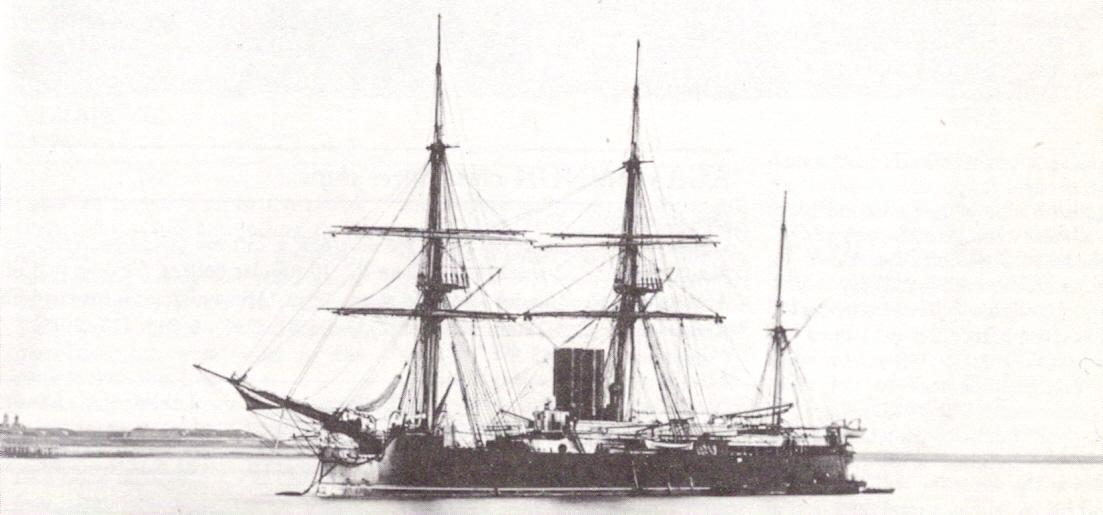
HMS Neptune

J & W Dudgeon est une entreprise de constructions de navires britanniques.

## Historique
La J & W Dudgeon est fondée par deux frères ingénieurs, John (Édimbourg, 1816- id., 1881) et William (Édimbourg, 1818- Greenwich (Londres), 1875) à Millwall (Londres) en 1859. Ils sont connus pour leur perfectionnement des systèmes de navigation et établirent sur leurs navires un système d'hélices doubles.
En 1862, ils fondent un nouveau chantier dans le sud de Cubitt Town (en) et se spécialisent dans la construction de forceurs de blocus utilisés lors de la Guerre de Sécession. Jules Verne mentionne d'ailleurs les frères Dudgeon dans le premier chapitre de son roman Les Forceurs de blocus.
Le Flora, construit dans leurs ateliers, sera le premier bateau à vapeur à double hélice à traverser l'océan Atlantique.
En 1874, la société est gravement endommagée par le lancement raté du grand navire de guerre Independencia pour le gouvernement brésilien. Les réparations et le réaménagement ont finalement été effectués par les frères Samuda et le navire a été acquis par la Royal Navy sous le nom de HMS Neptune.
William Dudgeon meurt en 1875 ce qui sonne le glas de l'entreprise. John Dudgeon est par la suite jugé aliéné et est admis dans un asile à Édimbourg où il finit sa vie.
Le site des entreprises J & W Dudgeon devient en 1882 un quai de stockage de pétrole, avec des réservoirs sous le niveau du sol. En 1913, il comptait 27 réservoirs de stockage de pétrole d'une capacité combinée de plus de 14 000 tonnes. Il reste utilisé jusqu'aux années 1960, date à laquelle il a près de 100 réservoirs, certains de 20 000 gallons mais, en 1969, une explosion dans un réservoir de stockage de pétrole en cours de démolition sur le site (alors connu sous le nom de quai de Dudgeon) tue cinq pompiers.
Le site est ensuite développé pour le logement et est connu sous le nom de Compass Point.

## Navires[10]
| Bateau                       | Tonnage | Année de lancement |
| ---------------------------- | ------- | ------------------ |
| SS Flora                     | 305     | 25 septembre 1862  |
| Annie                        | 370     | 1863               |
| Coya                         | 515     | août 1863          |
| Apelles                      | 1030    | 6 mai 1863         |
| Dee                          | 324     | 1863               |
| Kate                         | 477     | 1863               |
| Vesta                        | 370     | 1863               |
| Ceres                        | 374     | 1863               |
| Don                          | 390     | 23 mai 1863        |
| Hebe                         | 449     | 1863               |
| SS Far East                  | 1259    | 31 octobre 1863    |
| SS Experiment                |         | 1863               |
| SS Edith                     | 537     | 1864               |
| Atalanta                     | 380     | 1864               |
| PS Avalon (en)               | 614     | 26 mars 1864       |
| PS Zealous (en)              | 613     | 23 avril 1864      |
| SS Run Her                   | 481     | 1864               |
| SS Rattlesnake               | 432     | 1864               |
| SS Virginia                  | 614     | 1864               |
| SS Louisa Ann Fanny          | 680     | 1865               |
| SS Mary                      | 902     | 1865               |
| SS Ruahine                   | 1504    | mars 1865          |
| SS John Wells                | 393     | 1865               |
| SS Mary Augusta              | 680     | 1865               |
| SS Ravensbury                | 666     | 23 mai 1864        |
| SS Handig Vlug               | 138     | 1865               |
| SS Bolivar                   | 933     | 1866               |
| SS Zeeland                   |         | 16 juin 1866       |
| SS George Reed               | 170     | 1866               |
| SS Thames                    | 103     | 1866               |
| SS Liguria                   | 198     | 28 juillet 1866    |
| SS Henda                     | 143     | 1867               |
| SS Assunta                   | 143     | 1867               |
| HMS Viper                    | 1228    | 21 décembre 1867   |
| SS Eugenie                   | 143     | 18 avril 1867      |
| SS Spindrift                 | 171     | 1869               |
| SS Conchita                  | 181     | 1869               |
| SS Manuelita                 | 505     | 1869               |
| SS Pepita                    | 181     | 1869               |
| SS PO                        | 1698    | juin 1870          |
| SS Eleanor                   | 1698    | août 1870          |
| SS Italo-Platense            | 1698    | 30 décembre 1869   |
| SS Plemmtannikov             |         | 1870               |
| SS Aleksey                   |         | 1870               |
| HMS Abyssinia                | 2900    | 19 février1870     |
| SS La Pampa                  | 1698    | 4 avril 1870       |
| SS King Masaba               | 281     | 1871               |
| SS Lulio                     | 670     | 13 octobre 1870    |
| HMS Hecate                   | 3480    | 30 septembre 1871  |
| PS Richard Young (1871) (en) | 718     | 1871               |
| SS Salgir                    | 498     | juillet 1872       |
| SS Pasages                   | 791     | 28 mai 1872        |
| SS Fair Penang               | 105     | 1872               |
| SS Tenasserim                | 2570    | 20 avril 1872      |
| SS Khoper                    | 861     | novembre 1872      |
| SS Alma                      | 498     | septembre 1872     |
| SS Gauthiod                  | 730     | 1873               |
| SS Union                     | 245     | mars 1873          |
| SS Enterprise                | 604     | avril 1873         |
| SS Chatham                   | 278     | 1873               |
| SS Svithiod                  | 734     | juin 1873          |
| SS Santander                 | 2213    | 13 décembre 1872   |
| SS Langkat                   | 276     | novembre 1874      |
| SS Brahestad                 | 233     | mai 1874           |
| SS Calais                    | 309     | 1874               |
| SS South Western             | 657     | 12 septembre 1874  |
| SS Guernsey                  | 545     | 31janvier 1874     |
| SS The Miner                 |         | 1874               |
| SS Duckenfield               | 368     | 15 mai 1875        |
| HMS Neptune                  | 9310    | 10 septembre 1874  |